# Čukur
Čukur falu Horvátországban, a Sziszek-Monoszló megyében. Közigazgatásilag Hrvatska Kostajnicához tartozik.

## Fekvése
Sziszek városától légvonalban 31, közúton 42 km-re délkeletre, községközpontjától 3 km-re nyugatra, az Una északi partja feletti magaslaton fekszik.

## Története
A település a török kiűzése után a 17. század végén keletkezett, amikor az osztrák generálisok védelmi célból a Zrínyi-hegység vidékére a török határövezetből érkezett pravoszláv katonákat, martalócokat telepítettek be. Neve valószínűleg az árok, mélyedés jelentésű török „çukur” főnévből keletkezett. Az első katonai felmérés térképén „Dorf Chukur” néven szerepel. Lipszky János 1808-ban Budán kiadott repertóriumában „Chukur” néven szerepel.  Nagy Lajos 1829-ben kiadott művében ugyancsak „Chukur” néven 29 házzal és 185 görögkeleti vallású lakossal találjuk. A katonai határőrvidék kialakítása után a Petrinya központú második báni ezredhez tartozott. A katonai közigazgatás megszüntetése után Zágráb vármegye részeként a Kostajnicai járás része volt.
1857-ben 141, 1910-ben 245 lakosa volt. 1918-ban az új szerb-horvát-szlovén állam, majd később Jugoszlávia része lett. Különösen nehéz időszakot élt át a térség lakossága a II. világháború alatt. 1941-ben a németbarát Független Horvát Állam része lett. A délszláv háború előtt csaknem teljes lakossága (93%) szerb nemzetiségű volt. 1991. június 25-én a független Horvátország része lett. A délszláv háború idején 1991-ben lakossága csatlakozott a JNA erőihez és a szerb szabadcsapatokhoz. A Krajinai Szerb Köztársasághoz tartozott. 1995. augusztus 6-án a Vihar hadművelettel foglalta vissza a horvát hadsereg. A lakosság nagy része elmenekült. A településnek 2011-ben 114 lakosa volt.

## Népesség
| Lakosság változása | Lakosság változása | Lakosság változása | Lakosság változása | Lakosság változása | Lakosság változása | Lakosság változása | Lakosság változása | Lakosság változása | Lakosság változása | Lakosság változása | Lakosság változása | Lakosság változása | Lakosság változása | Lakosság változása | Lakosság változása |
| ------------------ | ------------------ | ------------------ | ------------------ | ------------------ | ------------------ | ------------------ | ------------------ | ------------------ | ------------------ | ------------------ | ------------------ | ------------------ | ------------------ | ------------------ | ------------------ |
| 1857               | 1869               | 1880               | 1890               | 1900               | 1910               | 1921               | 1931               | 1948               | 1953               | 1961               | 1971               | 1981               | 1991               | 2001               | 2011               |
| 141                | 163                | 150                | 171                | 201                | 245                | 237                | 256                | 243                | 253                | 282                | 270                | 240                | 226                | 93                 | 114                |

## Nevezetességei
- A Čukur-hegyen 2015-ben avatták fel Gordan Lederernek, a horvát rádió és televízió tudósítójának emlékművét[6] aki 1991 augusztus 10-én munkájának végzése, a szerb erőkkel vívott harcok során közben itt kapott halálos lövést. Az emlékművet 2015-ben állították fel az újságíró halálának 24. évfordulója alkalmából (augusztus 10.). A mű szerzői Nenad Ravnić és Kata Marunica építészek, valamint Petar Barišić akadémikus szobrászművész. A "Tört tájkép" emlékmű egy hozzáférési útvonalból és egy acélkörön belüli nagy lencséből áll. A Lederer életútját jelképező ösvény 33 betonlapból áll, amelyek Lederer éveinek számát jelzik. Maga a fennsík előtti lencse a völgy felé irányítja a látogató tekintetét, megörökítve a Lederer által készített utolsó felvételeket.

- A Čukur közelében emelkedő hegyen állt egykor az Urunk mennybemenetele tiszteletére szentelt pravoszláv templom, melyet a 18. század végén építettek. A templomot rossz állapota miatt 1905-ben újjá kellett építeni, de a II. világháború idején a szerb templomokat elpusztító usztasák ezt is lerombolták. A helyén, mely a Gordan Lederer emlékművel átellenben található a pravoszláv hívek ma is gyakran gyújtanak gyertyát.